# Joshua Robinson
Joshua Robinson, född 4 oktober 1985, är en friidrottare från Australien. Han deltog vid olympiska sommarspelen 2016.